# Bad Breisig
Bad Breisig is een plaats in de Duitse deelstaat Rijnland-Palts, en maakt deel uit van de Landkreis Ahrweiler.
Bad Breisig telt 9.530 inwoners.

## Bestuur
De plaats is een Ortsgemeinde en maakt deel uit van de Verbandsgemeinde Bad Breisig.

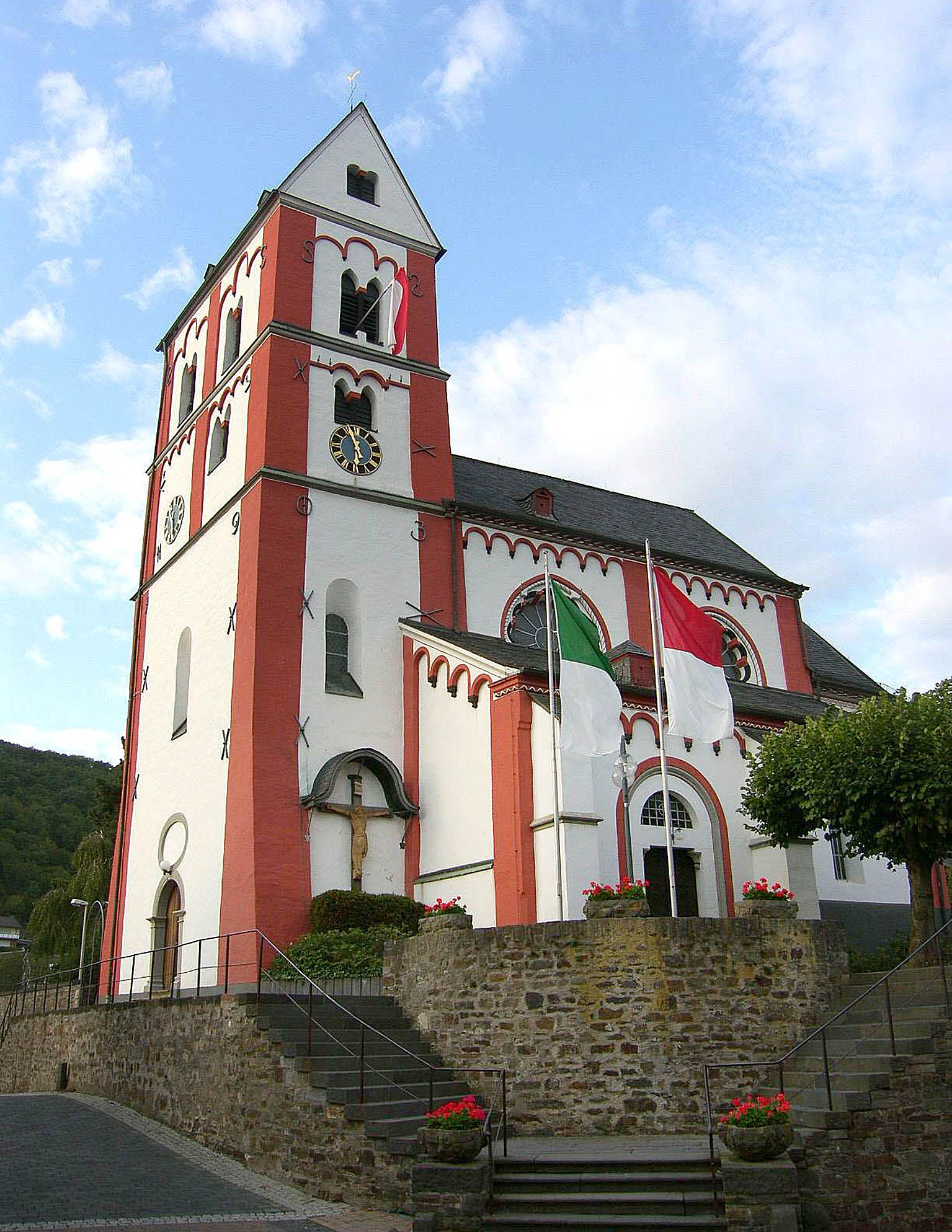
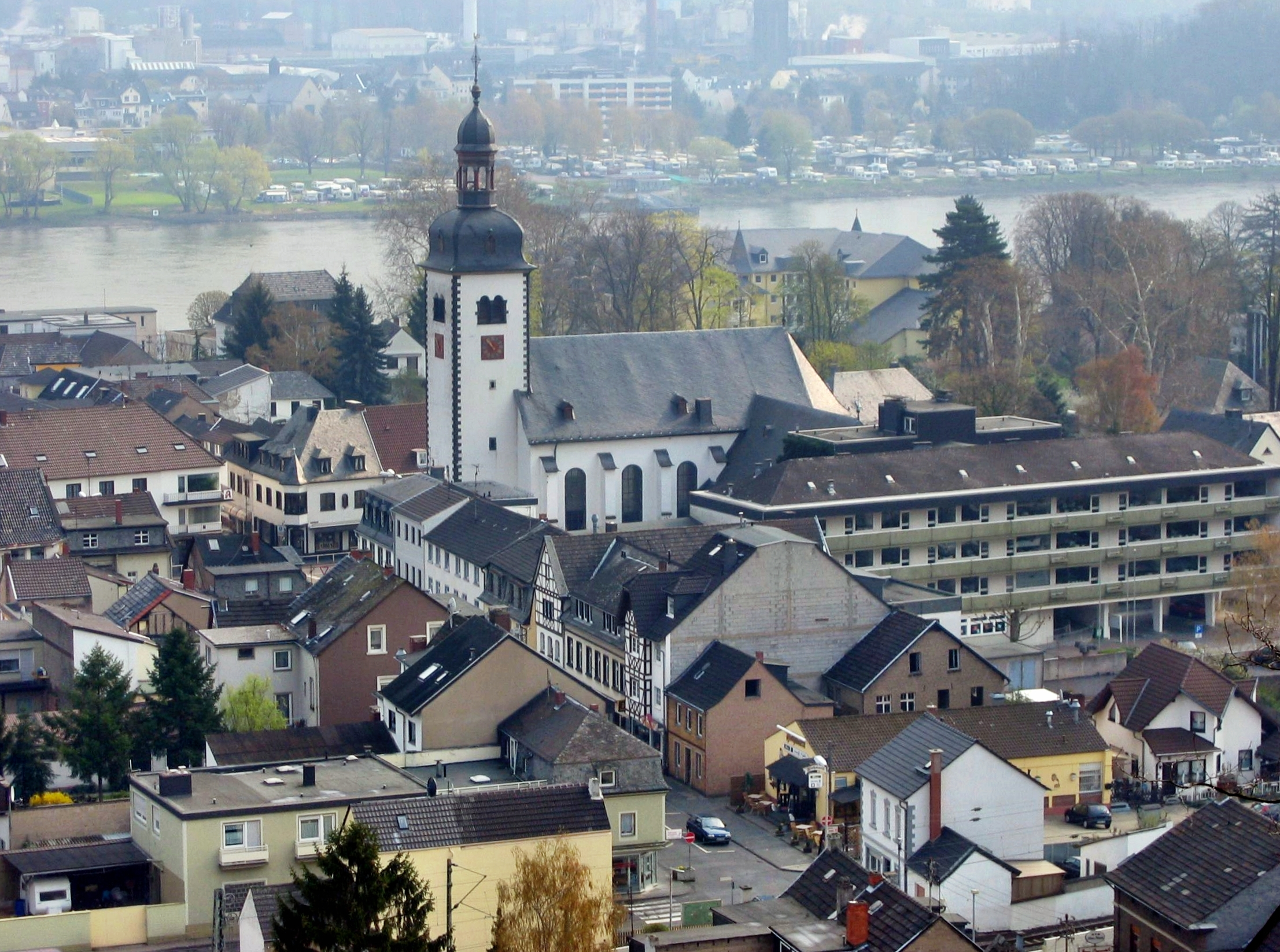
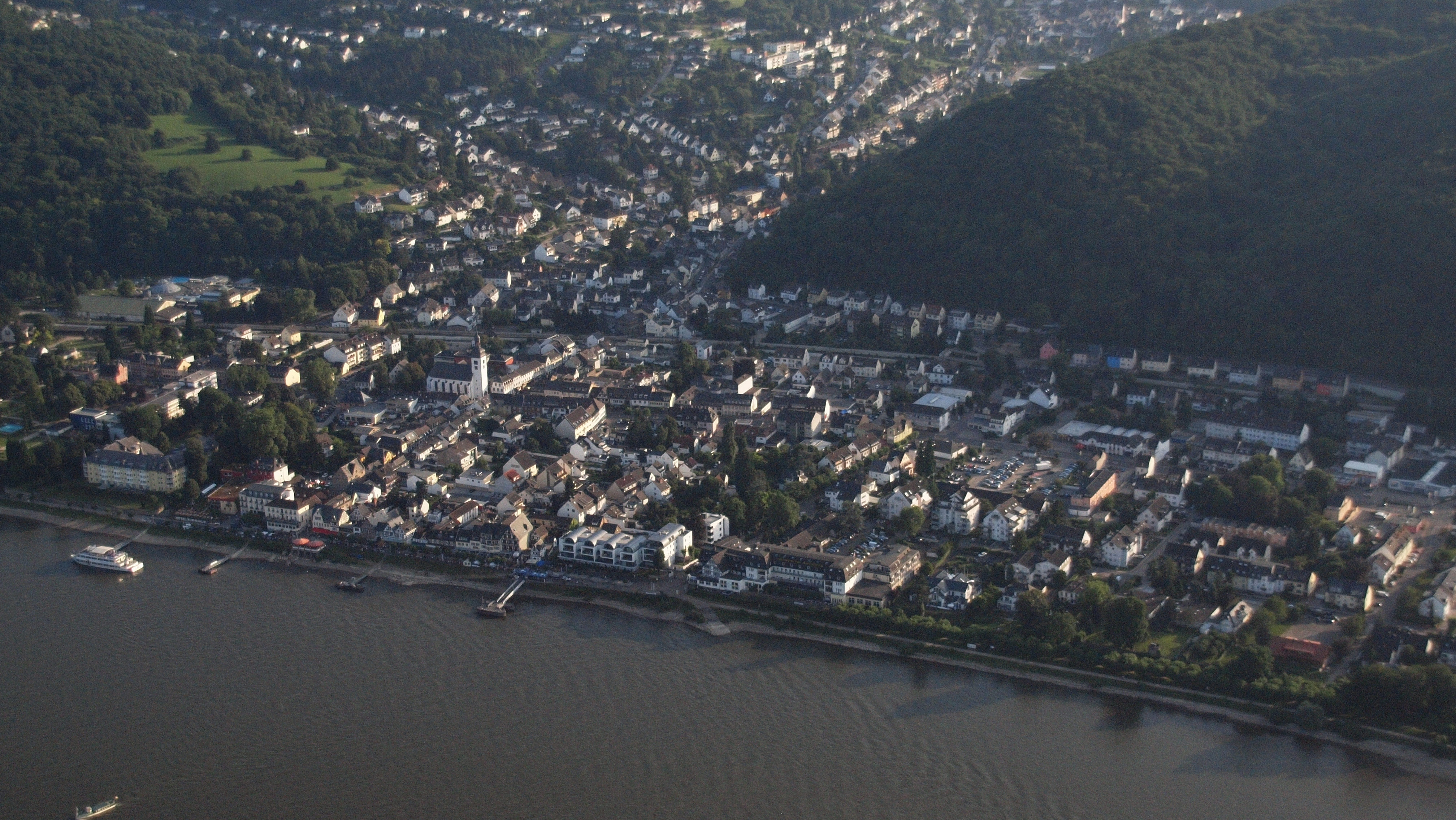
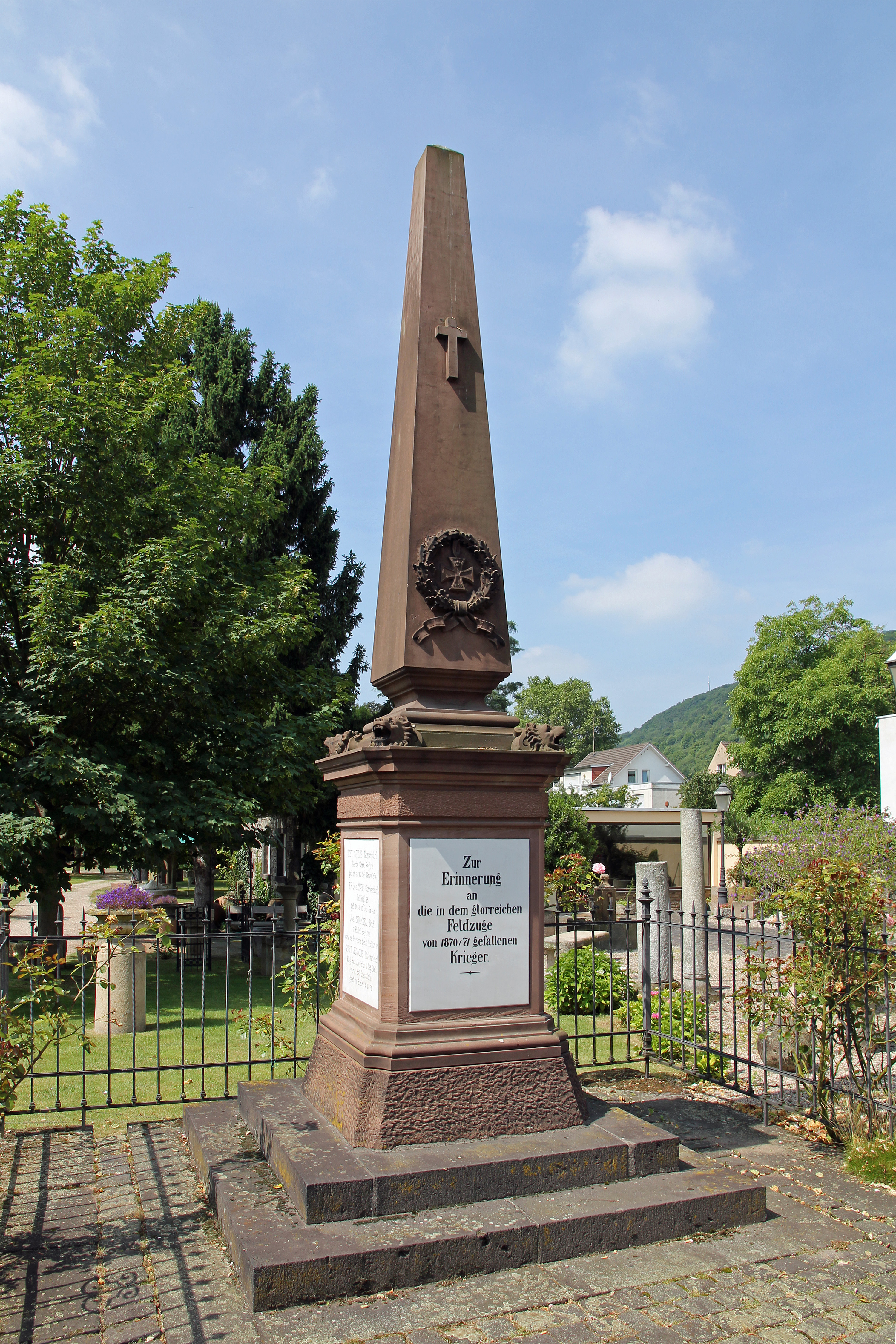
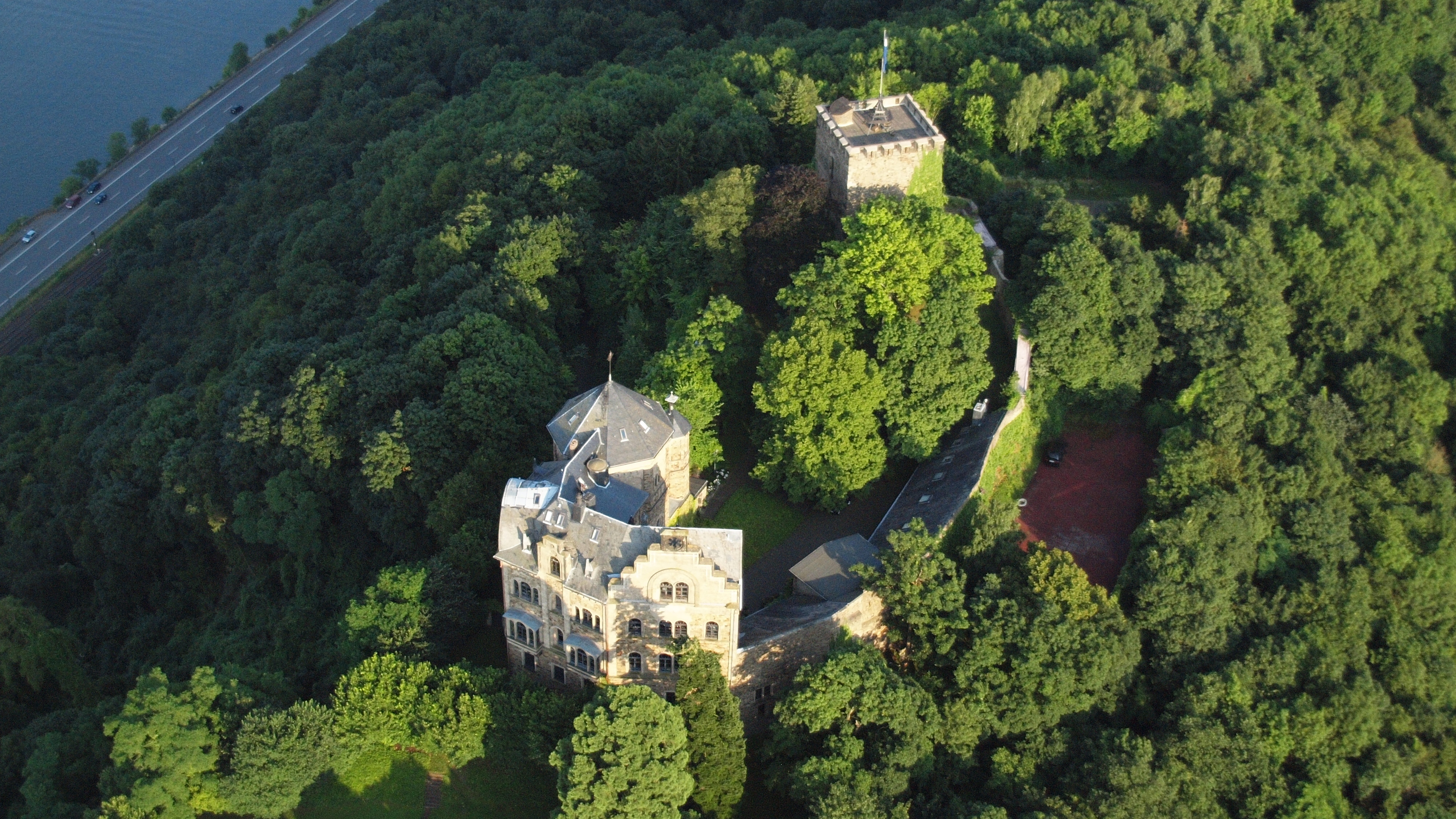
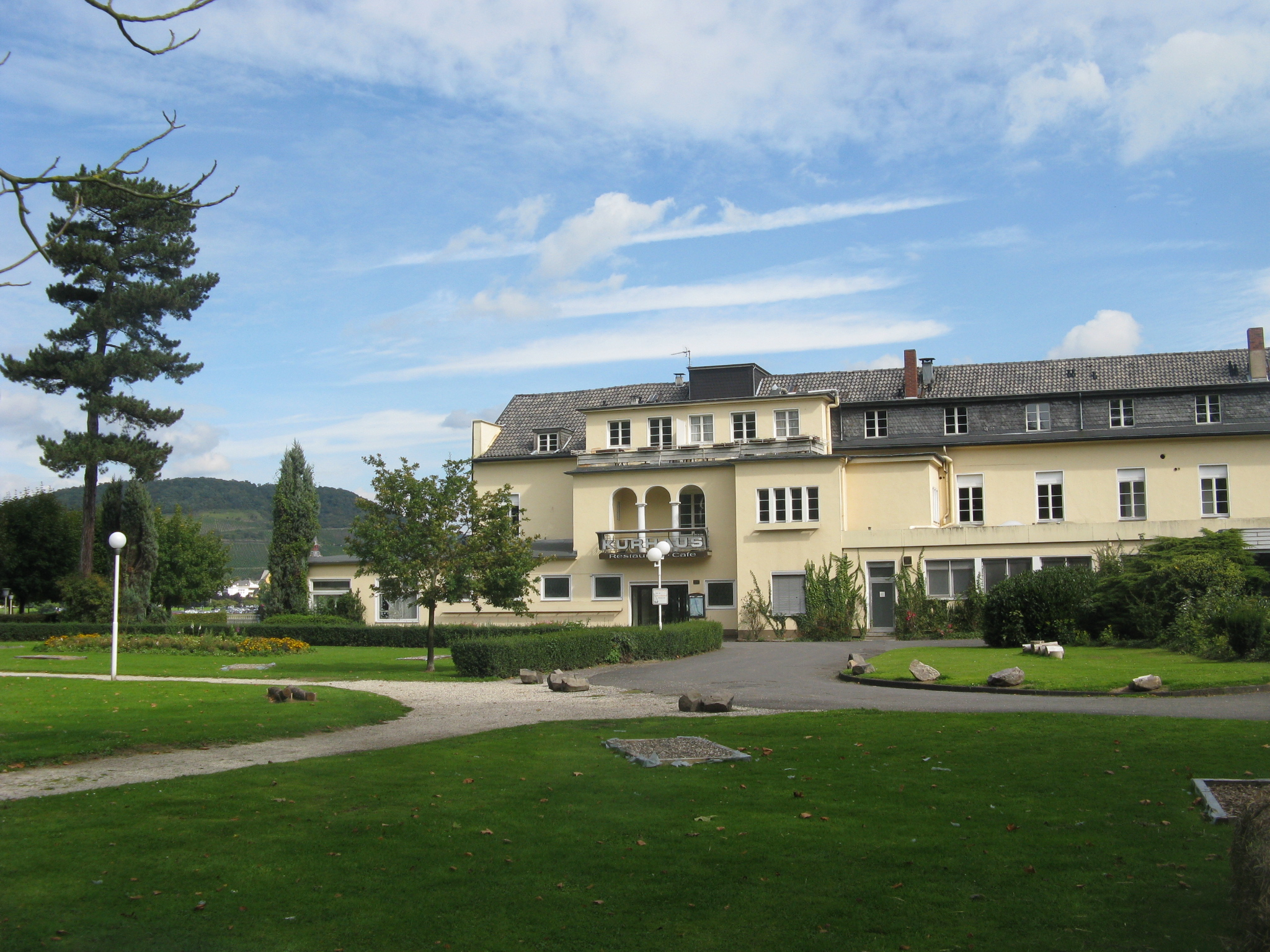
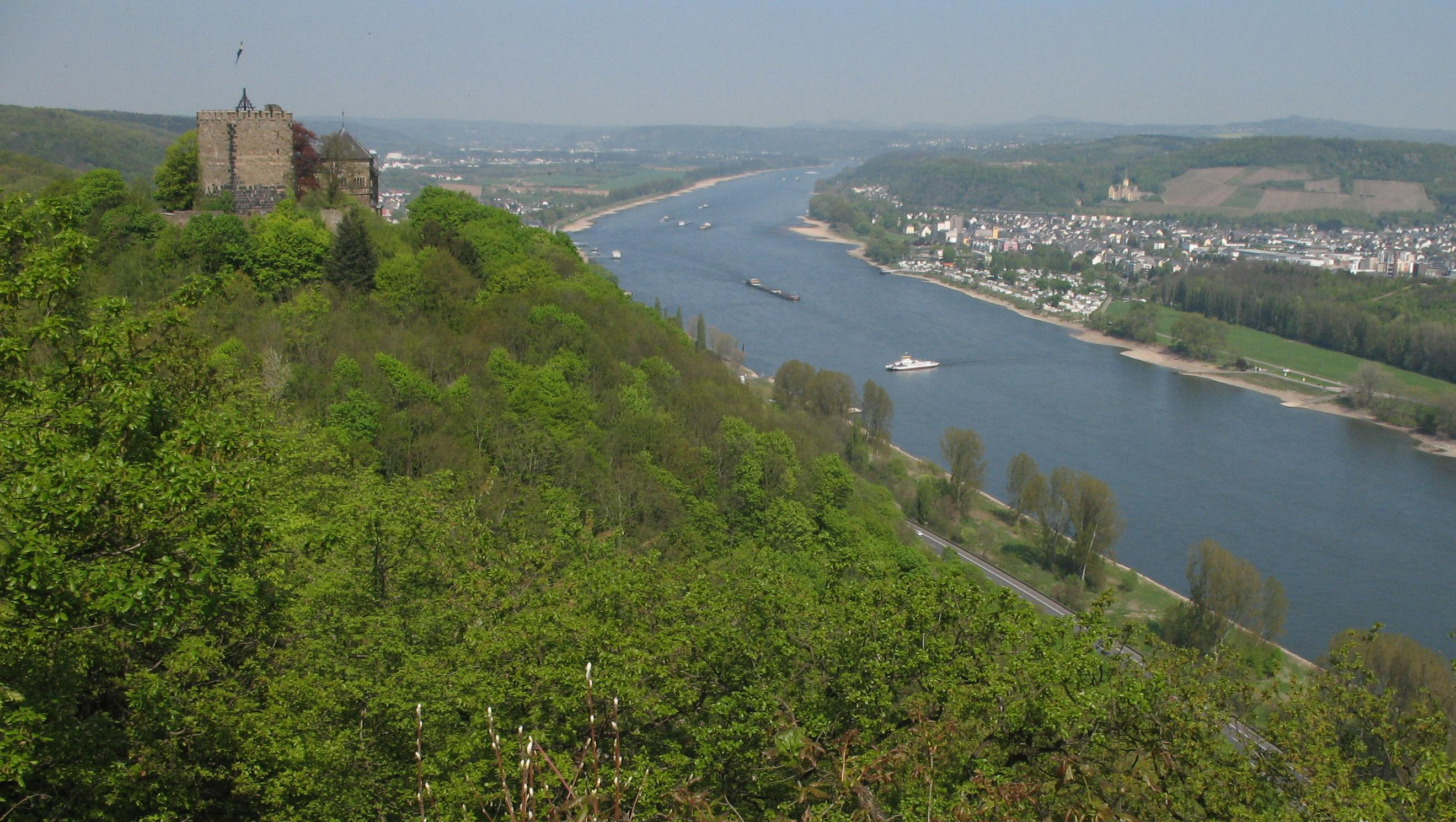
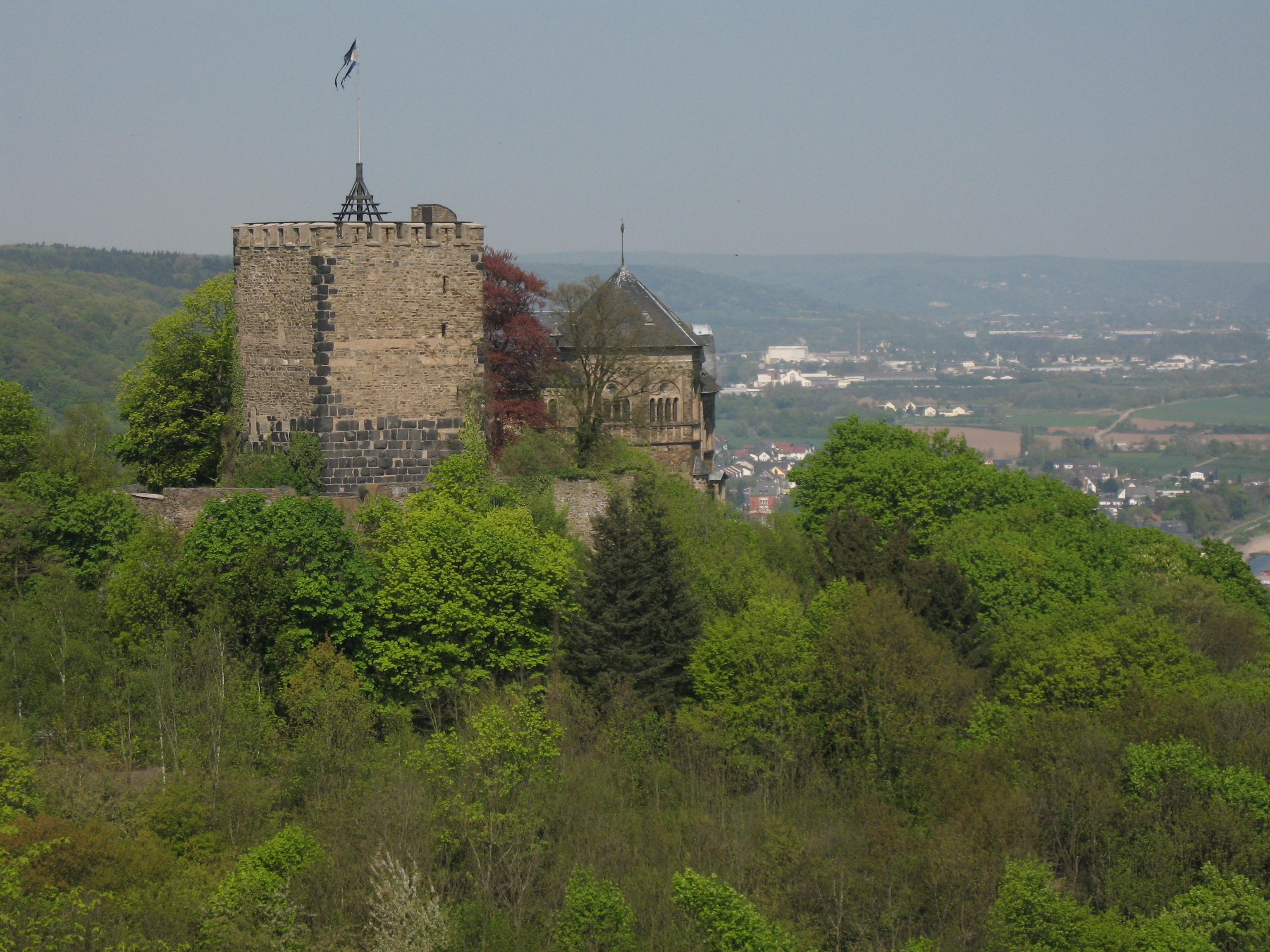
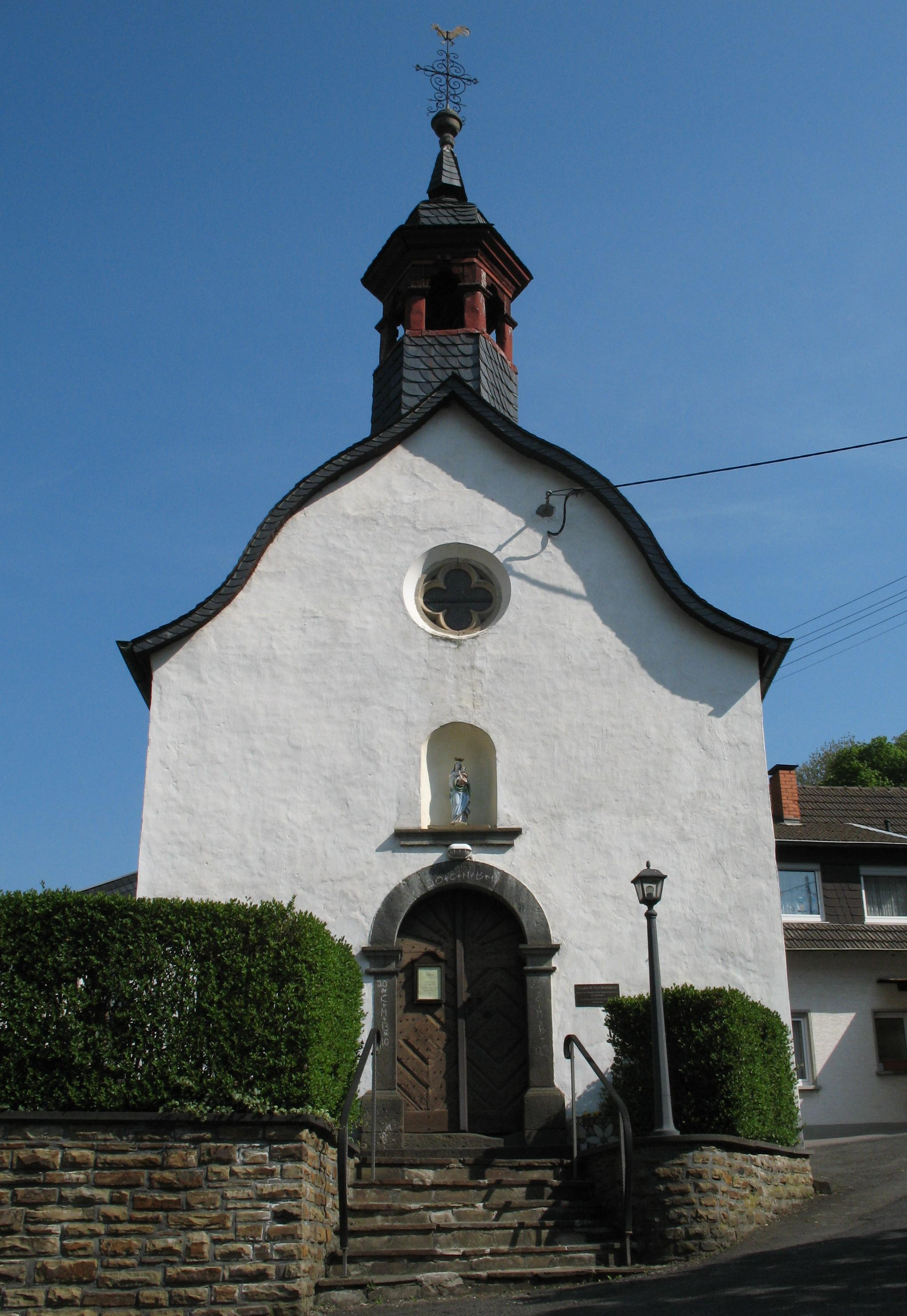